# Эрик Бранн
Эрик Кит Бранн (англ. Eric Keith Brann; 11 августа 1950 — 25 июля 2003), рожд. под именем Рик Дэвис, также известен как Эрик Бранн — американский музыкант, гитарист эйсид-рок группы конца 1960-х годов Iron Butterfly. Наибольшим его достижением в коллективе было участие в их известном хите, — семнадцатиминутной композиции In-A-Gadda-Da-Vida (1968), записанной, когда ему было 17 лет.

## Биография
Родился в городе Пикин (штат Иллинойс). Получив в Бостоне (штат Массачусетс) образование по классу виолончели, Бранн, будучи вундеркиндом играл в Бостонском симфоническом оркестре, но вскоре решил стать рок-гитаристом, присоединившись к Iron Butterfly в возрасте 16 лет. Он играл с Роном Буши, Дугом Инглом и Ли Дорманом с 1967 по 1969 годы. Первый альбом, записанный этим составом, In-A-Gadda-Da-Vida разошёлся тиражом в 30 миллионов копий, а также был удостоен первой платиновой премии, и по версии журнала Billboard оставался в чартах в течение почти трёх лет. Также Бранну приписывают соавторство композиции «Termination», которую он написал вместе с Дорманом, и что было указано в альбоме.
К альбому прилагалась мини-биография, написанная, когда ему было 17 лет; в ней рассказано о амбициях, которые он имел, его предпочтениях в одежде и еде и лёгкости, с которой рок-н-рольщики могли организовать сексуальный контакт (обычно с поклонницами). Там сказано: «Хотя музыка всегда была его великой любовью, Эрик занимался театром и до присоединения к Butterfly, его актёрские способности принесли ему главную роль в местной пьесе… Эрик надеется в один день вернуться на актёрское поле, но сейчас, однако, его заботят только Iron Butterfly, водолазки, бананы и слабый пол».
В 1970 году Бранн вместе с бывшим участником Iron Butterfly Даррелом Делоачом сформировал новую группу Flintwhistle, которая просуществовала менее года. Между 1972 и 1973 годом Бранн по большей части работал в студии. В 1973 году он записал две демозаписи на лейбле MCA Records, которые можно найти в бутлегах, выложенных в интернете. Наиболее известными песнями из этих демозаписей являются ранние версии композиций «Hard Miseree», «Am I Down», и «Scorching Beauty». В 1974 году он воссоединился с Роном Буши, чтобы создать новый состав Iron Butterfly. Состав, записавший альбом 1975 года, Scorching Beauty, в первую очередь состоял из Бранна на гитаре и вокале, Буши на ударных, Филиппа Тейлора Крамера на басу и Говарда Рейтзеса на клавишных. В конце того же года коллектив выпустил альбом Sun and Steel вместе с Билом ДеМартинесом, который на тот момент заменил на клавишных Рейтзеса. Ни один, ни другой альбом хорошо не продавались, и группа вскоре распалась (приблизительно летом 1977 года и тогда же была восстановлена в другом составе).
Впоследствии Бранн иногда воссоединялся на концертах с Iron Butterfly, и работал над своим дебютным сольным альбомом, вплоть до своей смерти от сердечного приступа в 2003 году. Смерть наступила в результате осложнений, вызванных врождённым дефектом, с которым Бранн боролся в течение многих лет и стал первым участником состава In-A-Gadda-Da-Vida, который умер, за ним последовали Ли Дорман, Рон Буши и Дуг Ингл в 2012, 2021 и в 2024 годах соответственно.

## Дискография

### Iron Butterfly(1967—1969, 1974—1977)
- In-A-Gadda-Da-Vida (1968)
- Ball (1969)
- Live (1970)
- Evolution: The Best of Iron Butterfly (1971)
- Star Collection (1973)
- Scorching Beauty (1975)
- Sun and Steel (1976)
- Rare Flight (1988)
- Light & Heavy: The Best of Iron Butterfly (1993)